# 海斗一号
海斗一号是中華人民共和國研製的一個全海深自主遥控潜水器。該潛水器由中国科学院沈阳自动化研究所主導研製，2016年7月启动該潛水器開發項目，2019年完成南海4500米海试。2020年4月23日，海斗一号搭乘探索一号科考船前往马里亚纳海沟進行4次万米下潜，其中最大下潛深度為10907米，創下該國潜水器最大下潜深度纪录。2021年10月初，海斗一号在马里亚纳海沟10800米以下深渊海区科考，最大下潜深度达到10908米。